# Croton verrucosus
Croton verrucosus är en törelväxtart som beskrevs av Radcl.-sm. och Rafaël Herman Anna Govaerts. Croton verrucosus ingår i släktet Croton och familjen törelväxter. Inga underarter finns listade i Catalogue of Life.